# Maria Egipteanca
Maria Egipteanca (n. 344 d.Hr., Alexandria, Imperiul Roman – d. 421 d.Hr., Palestina, Iordania) a fost o ascetă și eremită creștină din pustia Iodanului, originară din Egipt, venerată ca sfântă în întreaga creștinătate.